# William Pereira
William Leonard Pereira (Chicago, 25 de abril de 1909 - Los Angeles, 13 de novembro de 1985) foi um arquiteto estadunidense conhecido internacionalmente por suas obras de design futurístico. Uma de suas obras mais reconhecidas é a Transamerica Pyramid, em São Francisco, Estados Unidos. Também conhecido como William L. Pereira, seu sobrenome provém de sua ascendência portuguesa.

## Principais obras
- CBS Television City, Los Angeles
- Prudential Tower, Boston
- Nellis Air Force Base
- Aeroporto Internacional de Los Angeles
- Marineland of the Pacific
- Zoológico de Los Angeles
- Aeroporto Internacional de San Diego